# Air India
Pour les articles homonymes, voir AIC.

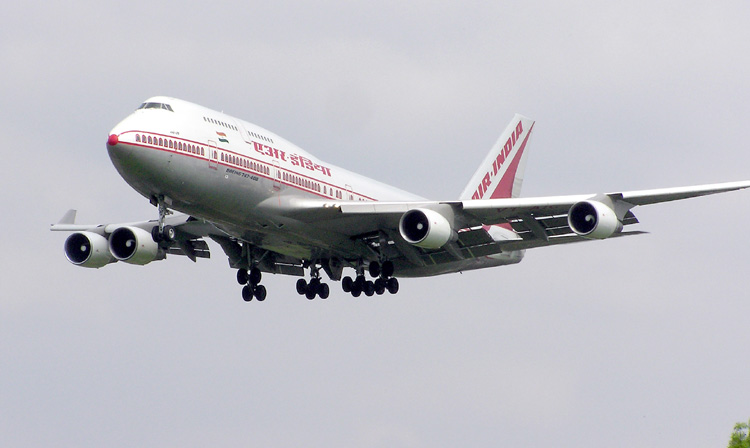
Boeing 747-400 de la compagnie Air India.

Air India, en hindi एअर इंडिया (ēar iṇḍiyā), (Code AITA : AI ; code OACI : AIC) est la compagnie aérienne nationale de l'Inde. Elle dessert 80 destinations dont cinquante intérieures, depuis sa base historique de Mumbai et celle de Delhi.

## Histoire
La compagnie fait remonter ses racines au 15 octobre 1932 quand son fondateur Jehangir Ratanji Dadabhoy Tata (ou J. R. D. Tata) vola sur un monomoteur De Havilland Puss Moth immatriculé VT-ADN, transportant du courrier de Karachi à Bombay via Ahmedabad. L'appareil continuait jusqu'à Madras via Bellary, piloté par un pilote de la Royal Air Force nommé Neville Vincent.
La même année, la société fut créée comme une division de Tata Sons Ltd. (actuellement Tata Group), le conglomérat indien. Après la Seconde Guerre mondiale le service reprit en 1946 sous le nom actuel.
En 1948 le gouvernement du pays, nouvellement indépendant, acheta 49 % des actions avec une option pour 2 % de plus n'importe quand et accorda l'autorisation d'exploitation internationale.
Le 8 juin 1948, un Lockheed Constellation L-749A nommé Malabar Princess VT-CQP partit de Bombay pour Londres via Le Caire et Genève marquant le premier vol à grand rayon d'action suivi rapidement par une ligne sur Nairobi via Aden.
En 1953, le gouvernement choisit d'exercer son option et les lignes vers Tokyo, Singapour, Hong Kong et Bangkok sont ouvertes.
En 1970, les bureaux sont déménagés dans un gratte-ciel spécialement construit dans le centre-ville. L'année suivante entre en service le premier Boeing 747-200 nommé Emperor Ashoka VT-EBD. Cela correspond à l'introduction de la livrée et service Palais dans le ciel.
En 1986, Air India prend la décision de compléter sa flotte avec des Airbus A310 dont elle est, encore aujourd'hui, le plus grand opérateur passager de ce type. En 1988, elle prend livraison de deux Boeing 747 en configuration mixte passagers-cargo.
En 1993, Air India obtient son nouveau vaisseau étendard, le Boeing 747-400 nommé Konark VT-ESM, qui bat un record en étant le premier vol sans escale entre New York et Delhi. En 1996, une seconde destination est ouverte aux États-Unis à Chicago et en 1999 elle a son terminal dédié, le 2-C, à Bombay.
Elle a depuis ouvert une ligne avec Shanghaï et Newark, ainsi que Los Angeles.
En 2007, Air India (et Air India Express) fusionne avec la compagnie indienne Indian Airlines (et Alliance Air).
Le 13 décembre 2007, Star Alliance annonce qu'il avait invité Air India à se joindre en tant que membre. L'adhésion a régulièrement été repoussée, et Air India devait devenir un membre de Star Alliance au cours de l'été 2011 mais son adhésion est repoussée en juillet, aux motifs que la compagnie ne répondait pas aux critères qualitatifs demandés par l'alliance. 3 ans après, le 11 juillet 2014, Air India finit par intégrer Star Alliance devenant ainsi le 27e membre à part entière.
Le 22 mars 2018, Air India fut la première compagnie à effectuer une liaison aérienne à destination d'Israël en survolant l'espace aérien saoudien, raccourcissant ainsi le vol de deux heures depuis New Delhi. Le même mois, le gouvernement indien annonce la vente prochaine de sa participation de 76 % dans l'entreprise, pour un montant estimé à environ 5 milliards de dollars.
Le 8 octobre 2021, le gouvernement indien annonce la vente d'Air India pour 180 milliards de roupies indiennes (équivalent à 2,07 milliards d'euros) à Tata Group. Une partie de l'importante dette d'Air India est déplacé dans une entité spéciale. Tata Group prend également une participation de 50 % dans Air India SATS Airport Services.
Elle absorbe la compagnie aérienne Vistara le 12 novembre 2024.
Un grave accident a touché Air India le 12 juin 2025 : un Boeing 787 reliant Ahmedabad à Londres, avec 242 passagers à bord, s’est écrasé peu après le décollage dans une zone résidentielle près d’Ahmedabad.

## Flotte

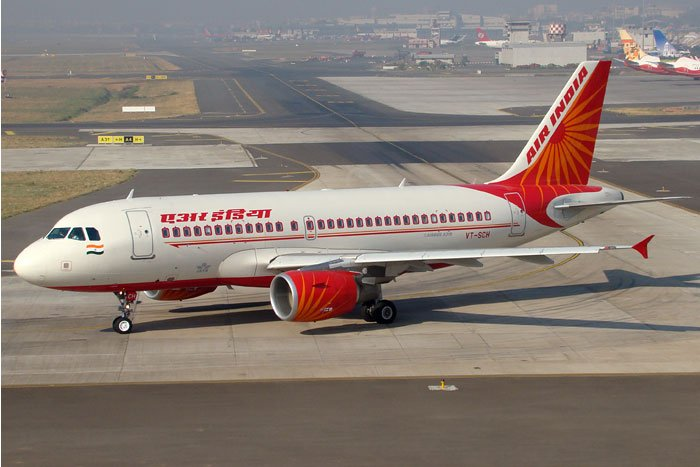
Airbus A319 d'Air India.

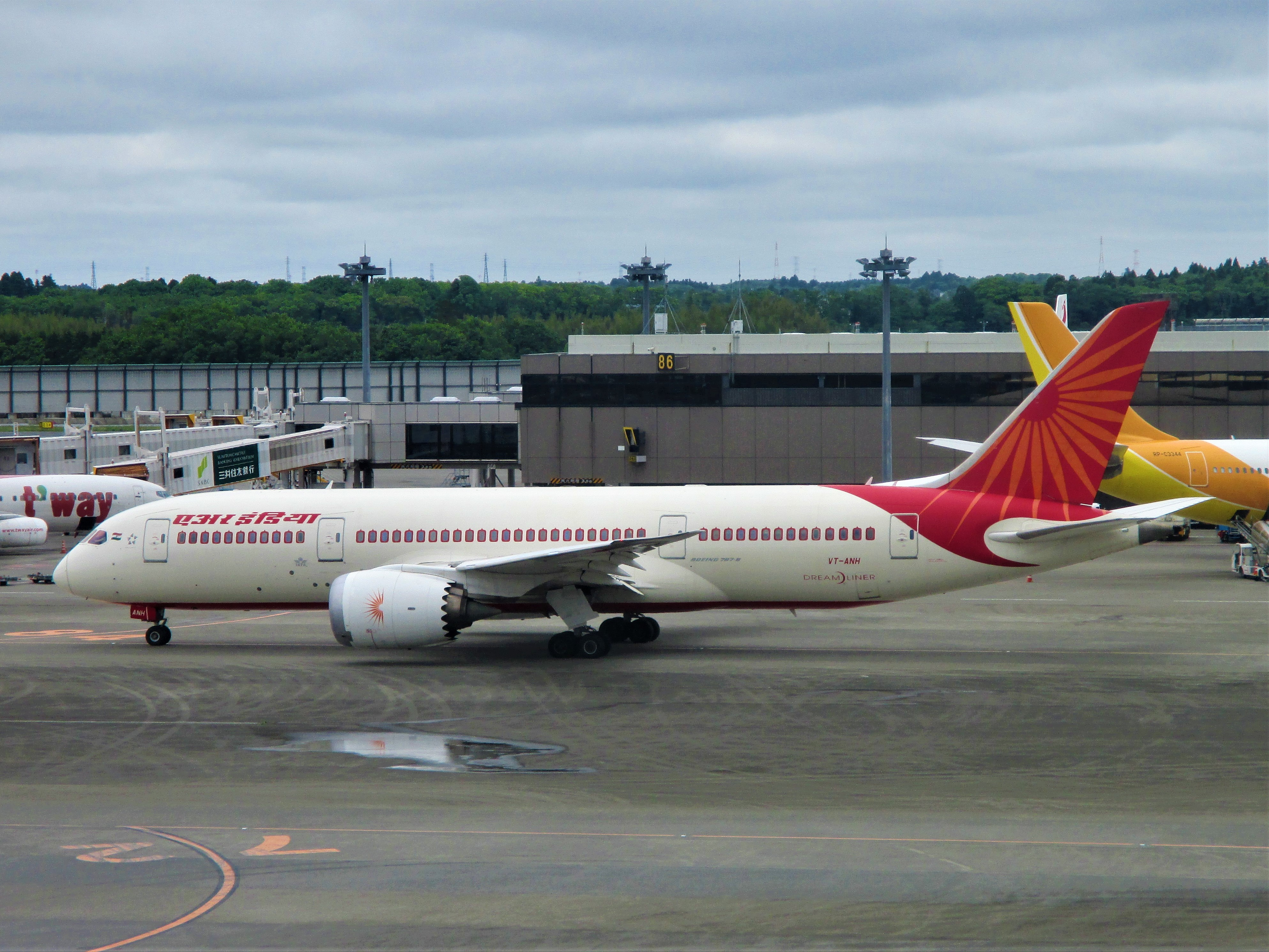
Boeing 787-8 d'Air India.

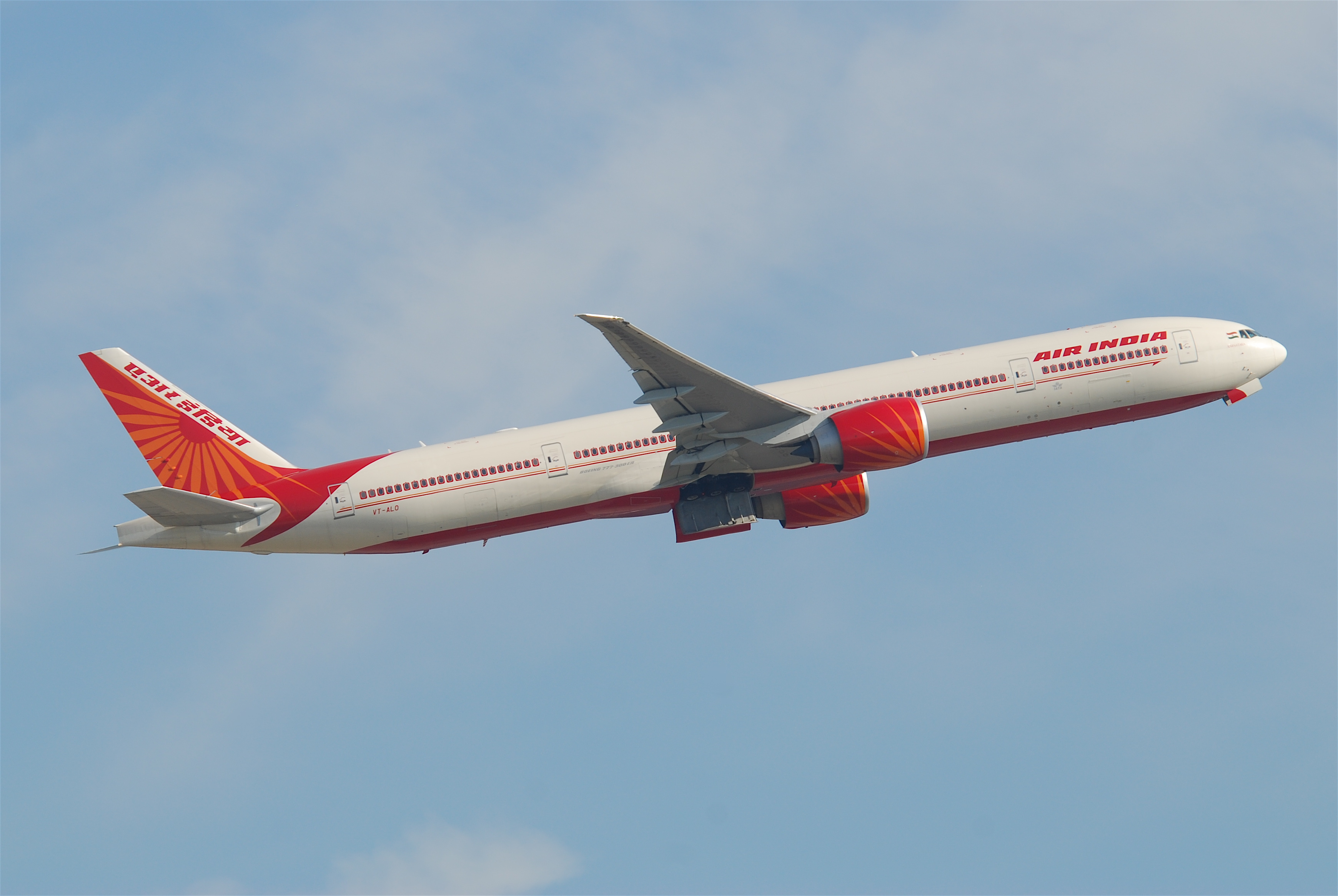
Boeing 777-300ER d'Air India.

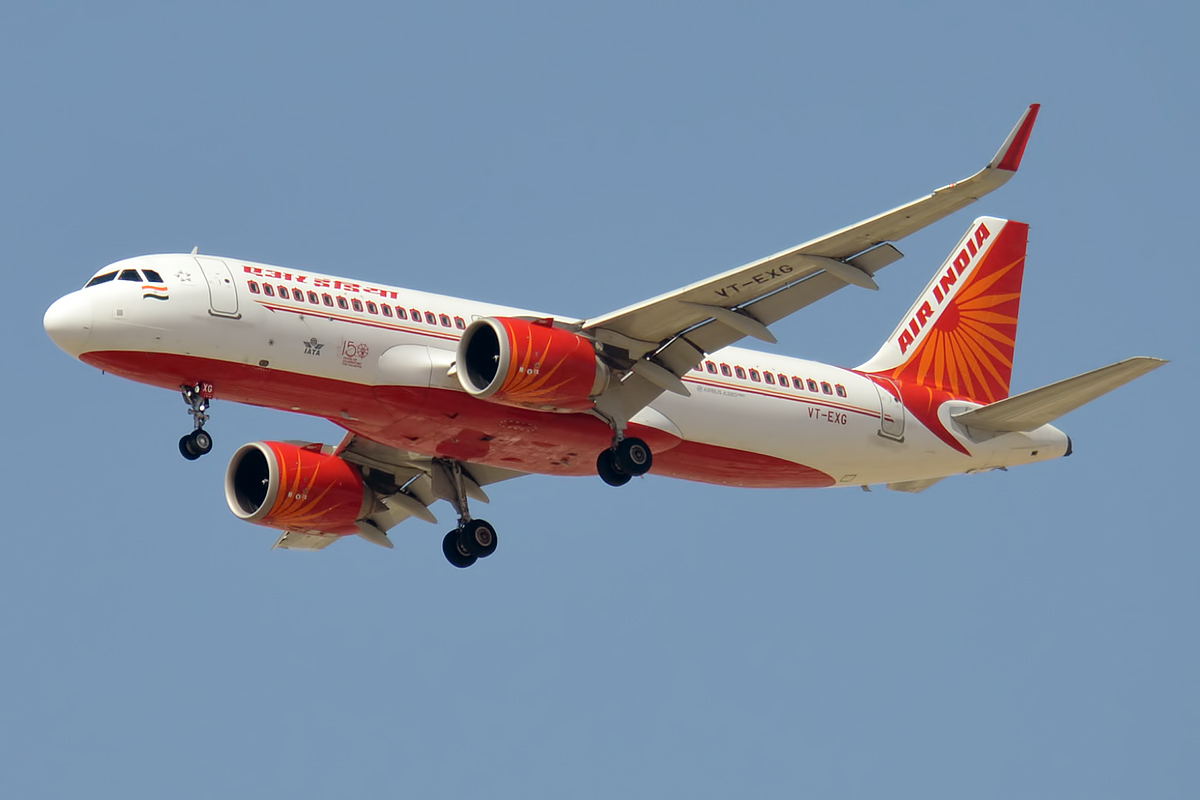
Airbus A320neo d'Air India.

En janvier 2023, les appareils suivants sont en service au sein de la flotte d'Air India :
Le Boeing code client pour Air India est 7x7-x37. En décembre 2022, l'âge moyen de la flotte d'Air India est de 10,2 ans.
Dernières commandes d'avions
- Le 11 janvier 2006, Air India a annoncé une commande de 58 jets - 8 Boeing 777-200LR World liners, 23 Boeing 777-300ER et 27 Boeing 787-8 Dreamliner.
- La compagnie aérienne a reçu son premier avion Boeing 777-200LR, le 26 juillet 2007 et Boeing 777-300ER le 10 octobre 2007.
- En avril 2010, la compagnie aérienne a commandé trois Boeing 777-300ER.
- Air India a reçu son premier 787 Dreamliner de Boeing le 6 septembre 2012. Son vingtième, le 3 avril 2015[10].
- En février 2023, Air India annonce la commande de 140 Airbus A320neo, 70 Airbus A321neo, 6 Airbus A350-900 et 34 Airbus A350-1000. Du côté de Boeing, elle commande 190 Boeing 737 Max 8 et 10, 10 exemplaires du Boeing 777X ainsi que 20 Boeing 787-9[11].

## Destinations
Air India opère sur une centaine de destinations tant locales qu'internationales tout autour du monde, en utilisant également ses deux hubs que sont l'aéroport international Indira-Gandhi de Delhi et l'aéroport international Chhatrapati-Shivaji de Bombay.

## Galerie

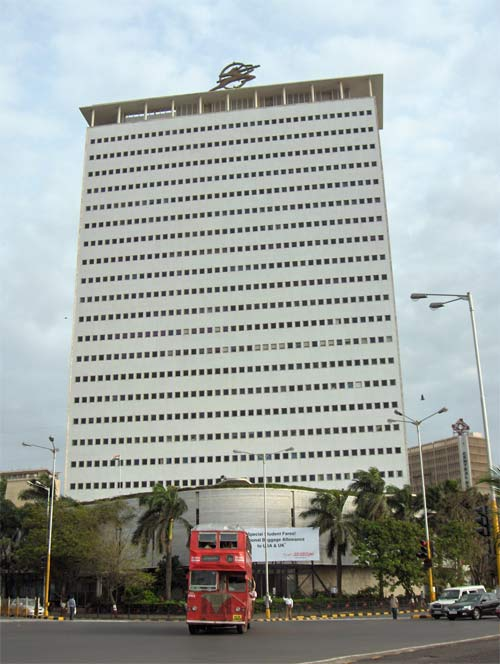
Siège social (Bombay).
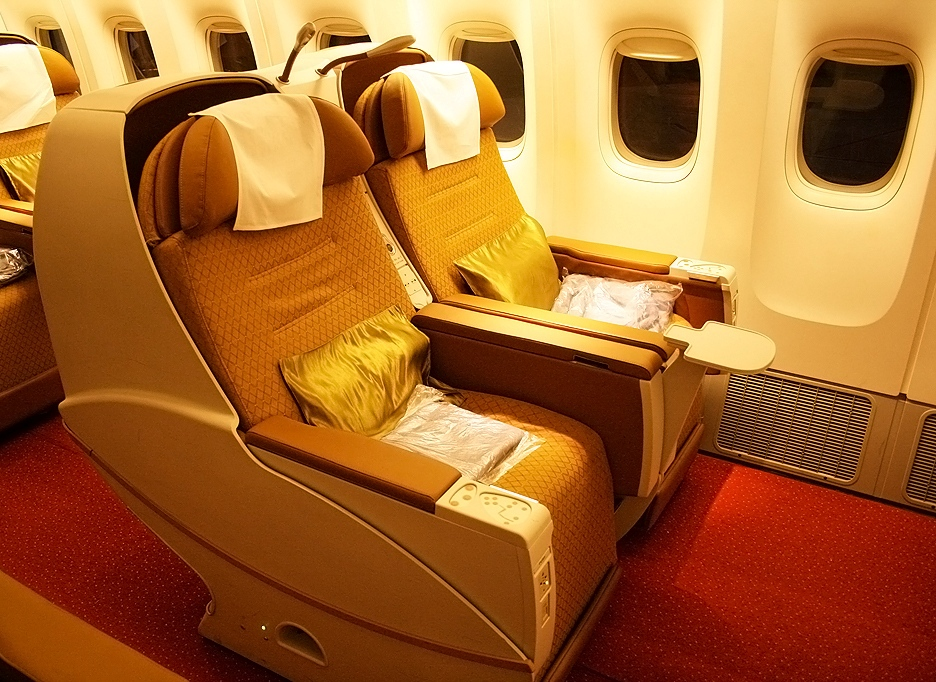
Les sièges de classe voyage professionnel de Boeing 777-300ER.
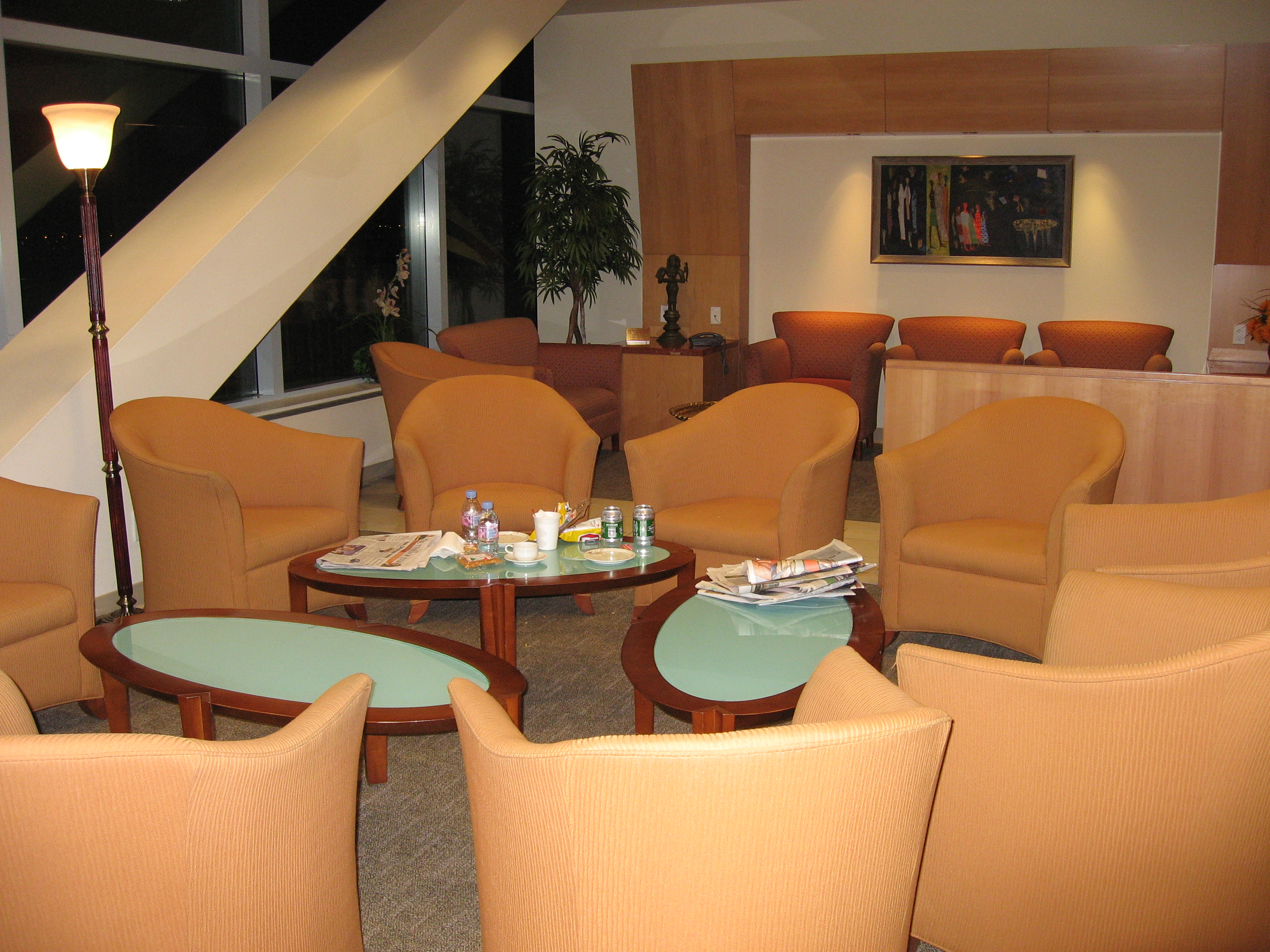
Le salon de Air India's Maharaja à l'aéroport international John F. Kennedy de New York.
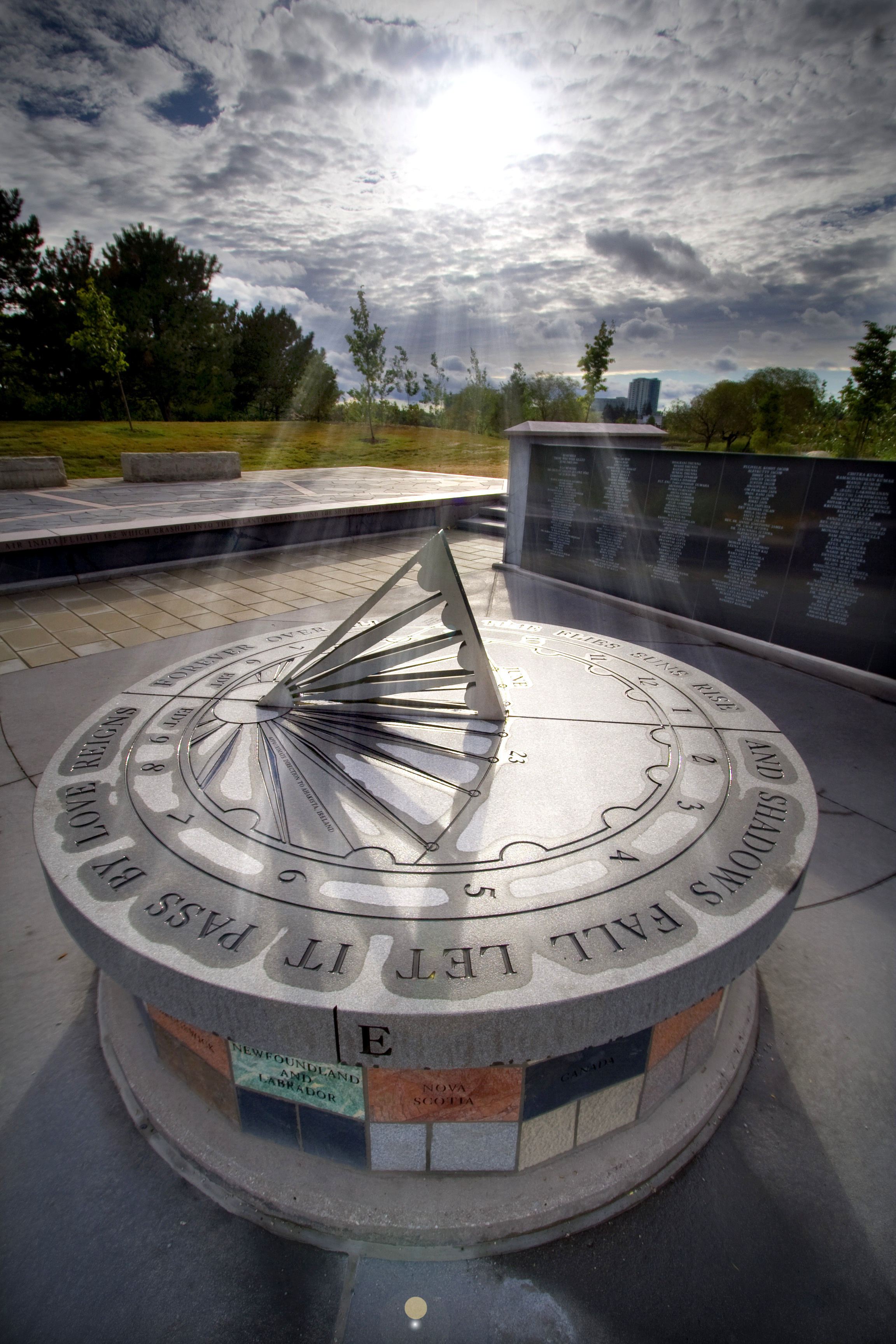
Mémorial Air India à Toronto pour les victimes du vol Air India 182.
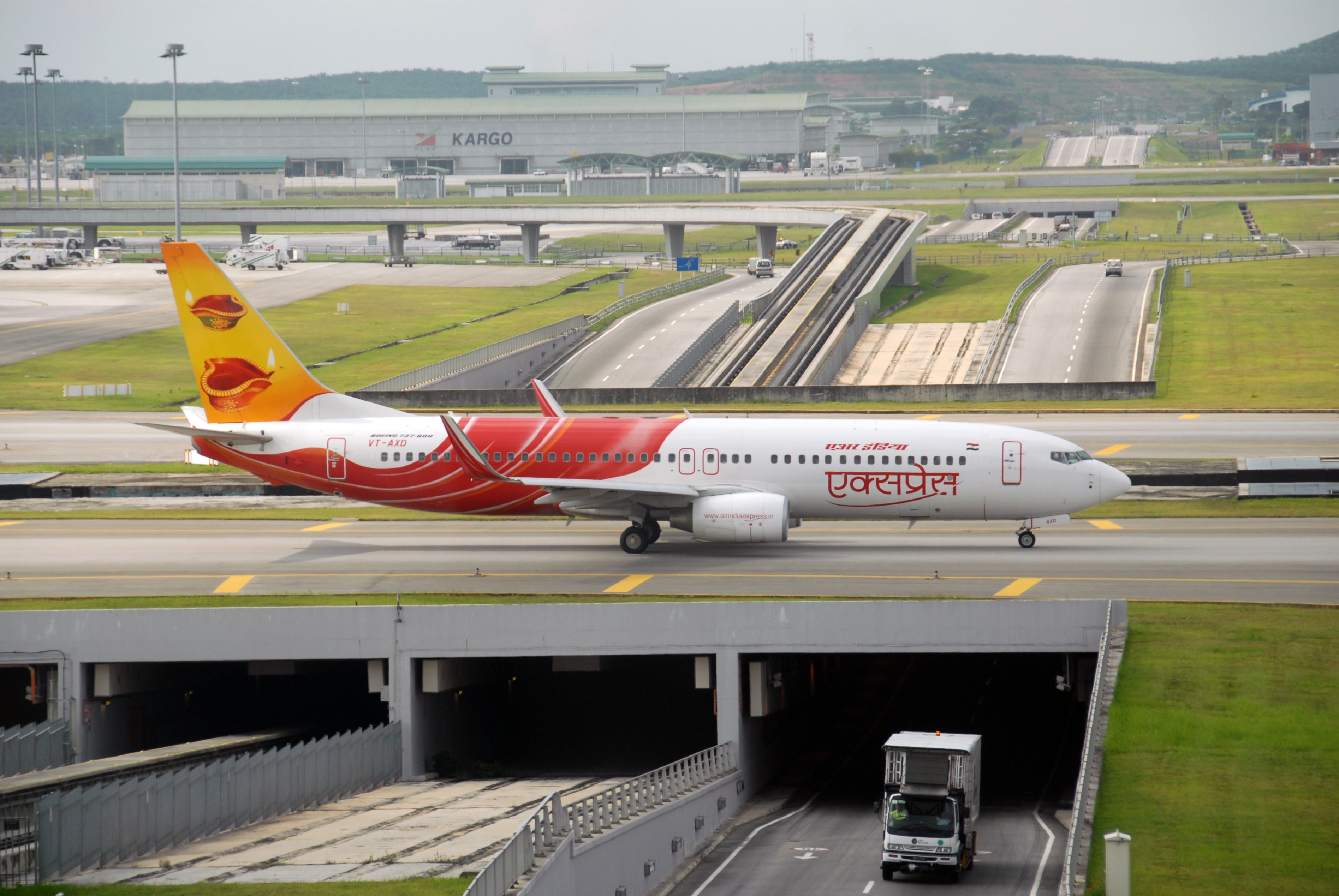
Air India Express (Boeing 737-800).
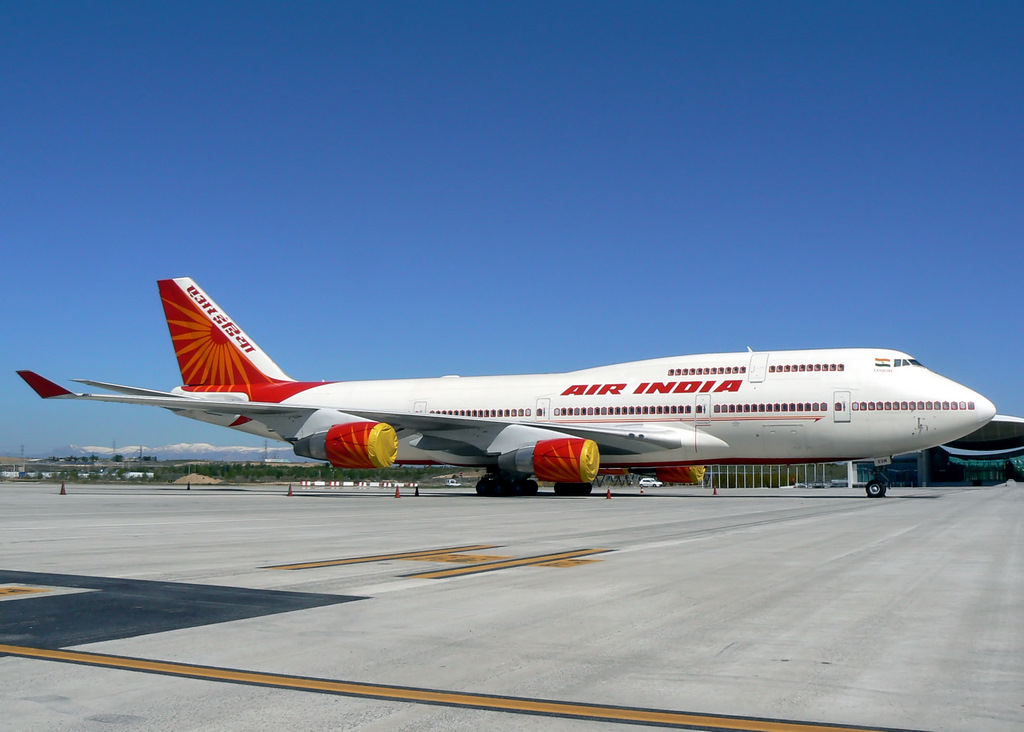
Air India One est l'indicatif d'appel des avions officiels du président de l'Inde.
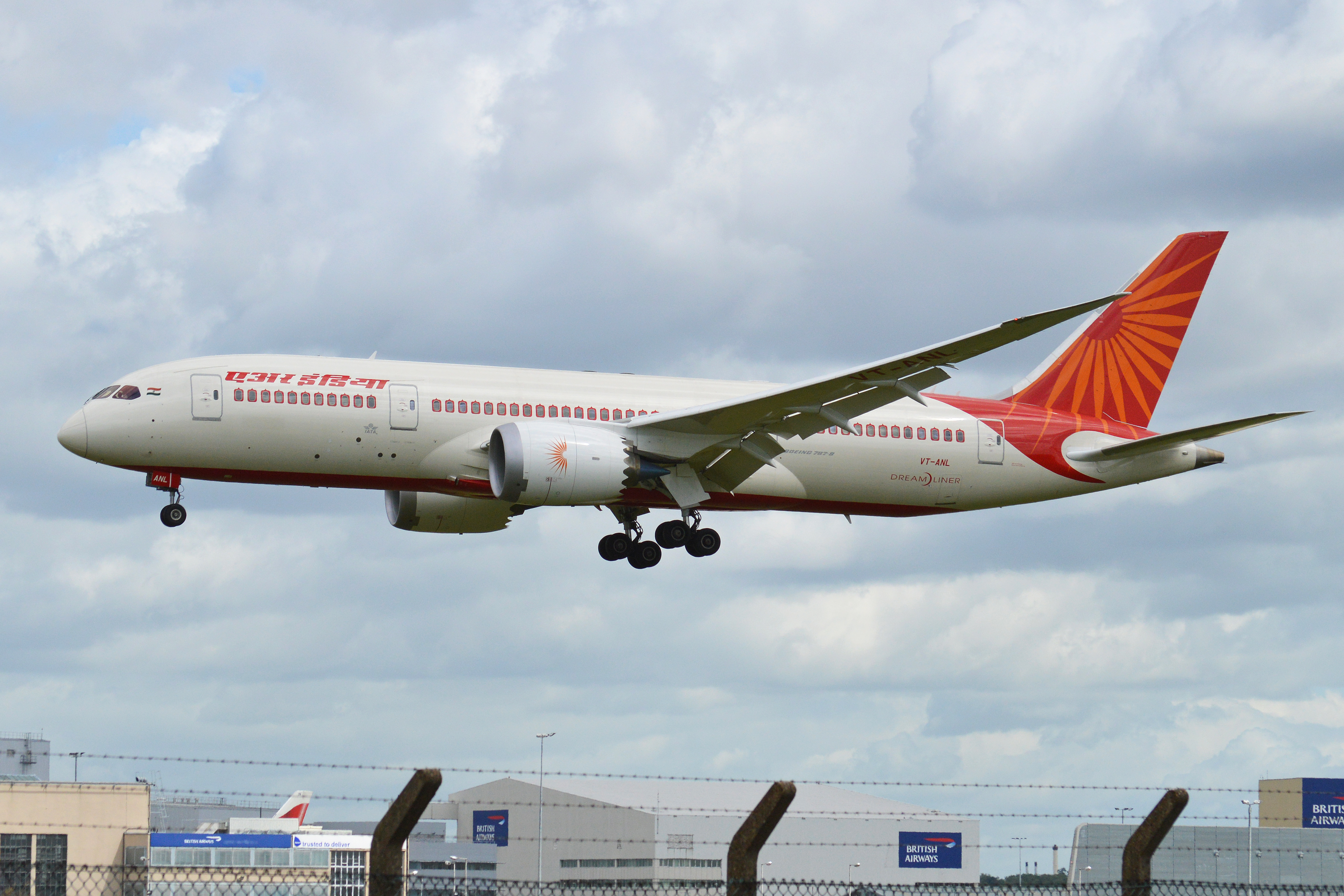
Boeing 787-8.
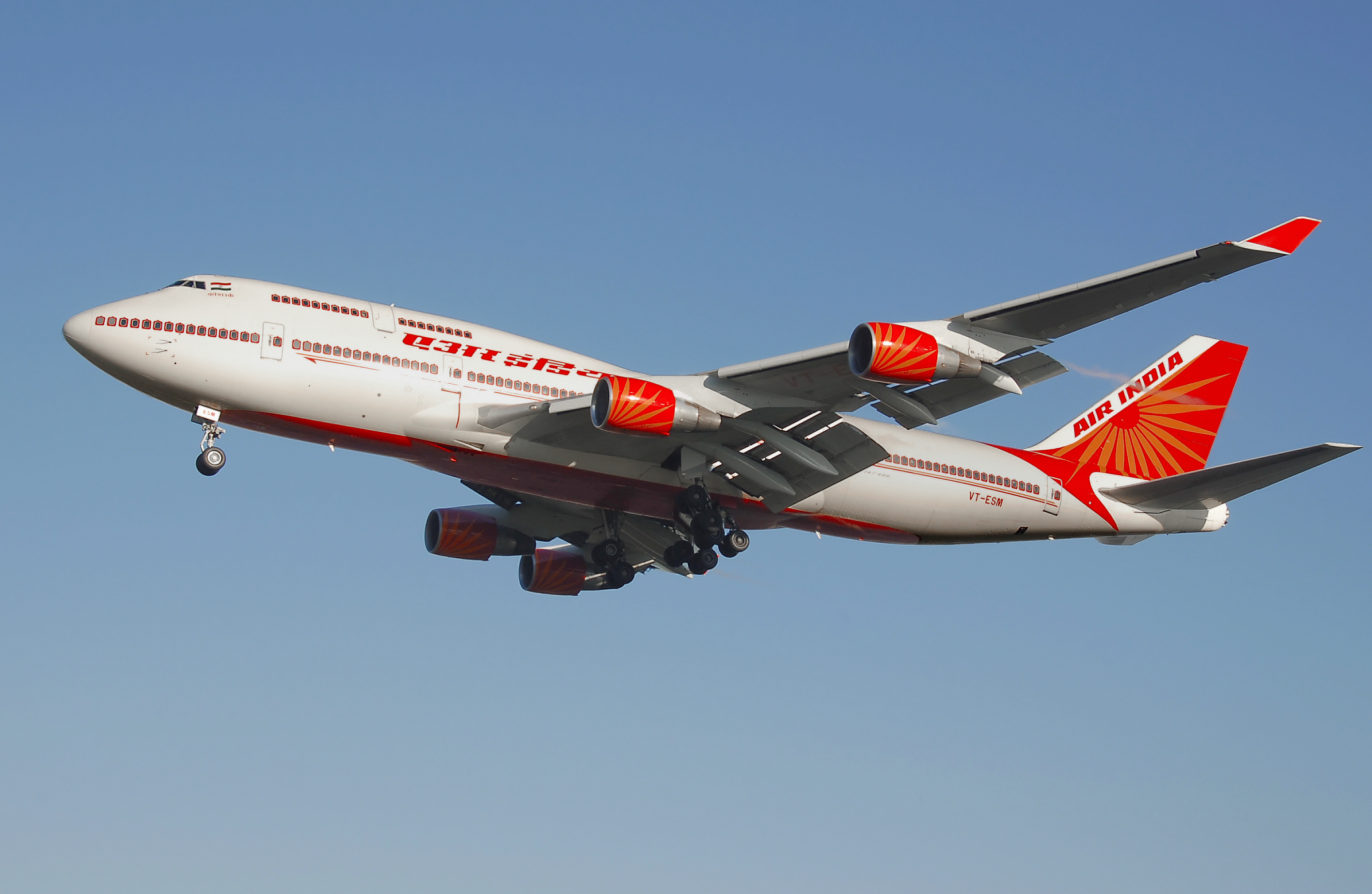
Boeing 747-400.
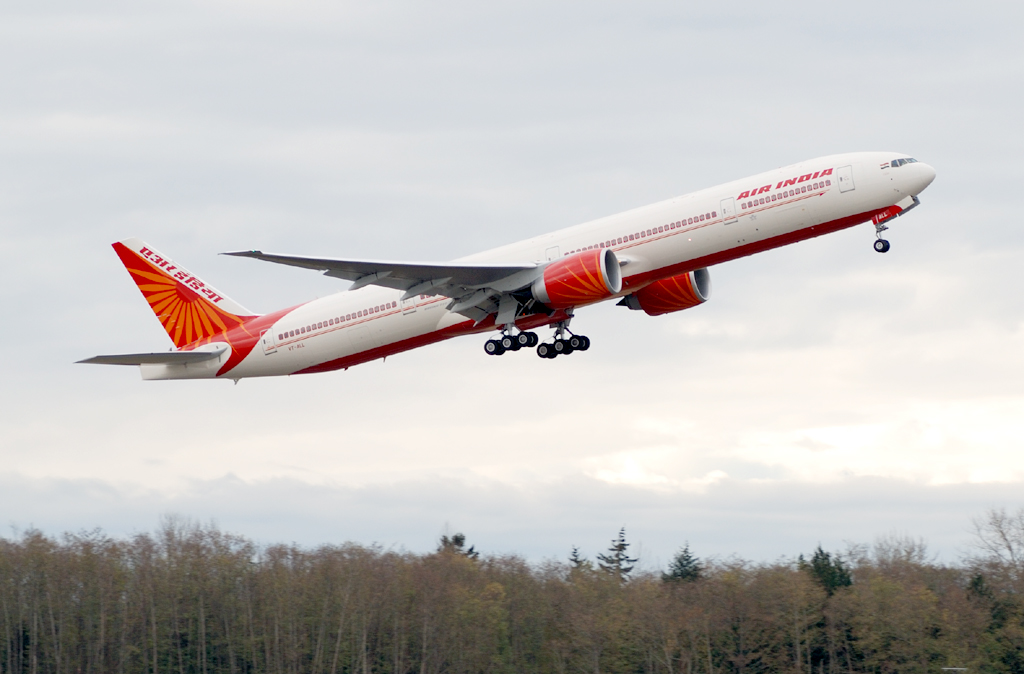
Boeing 777-300ER.
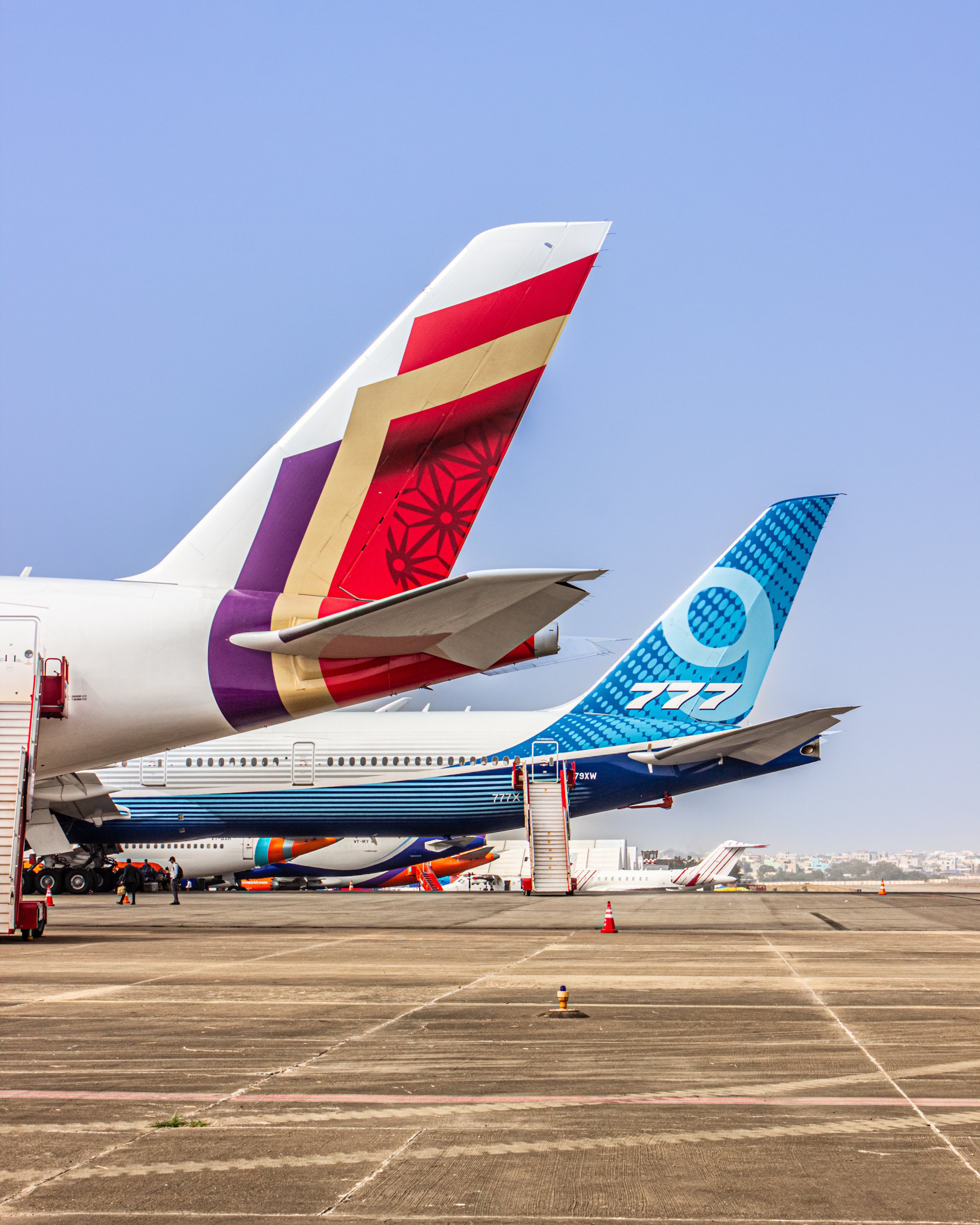
La nouvelle livrée d'Air India au niveau de la dérive.

## Le logo et la mascotte

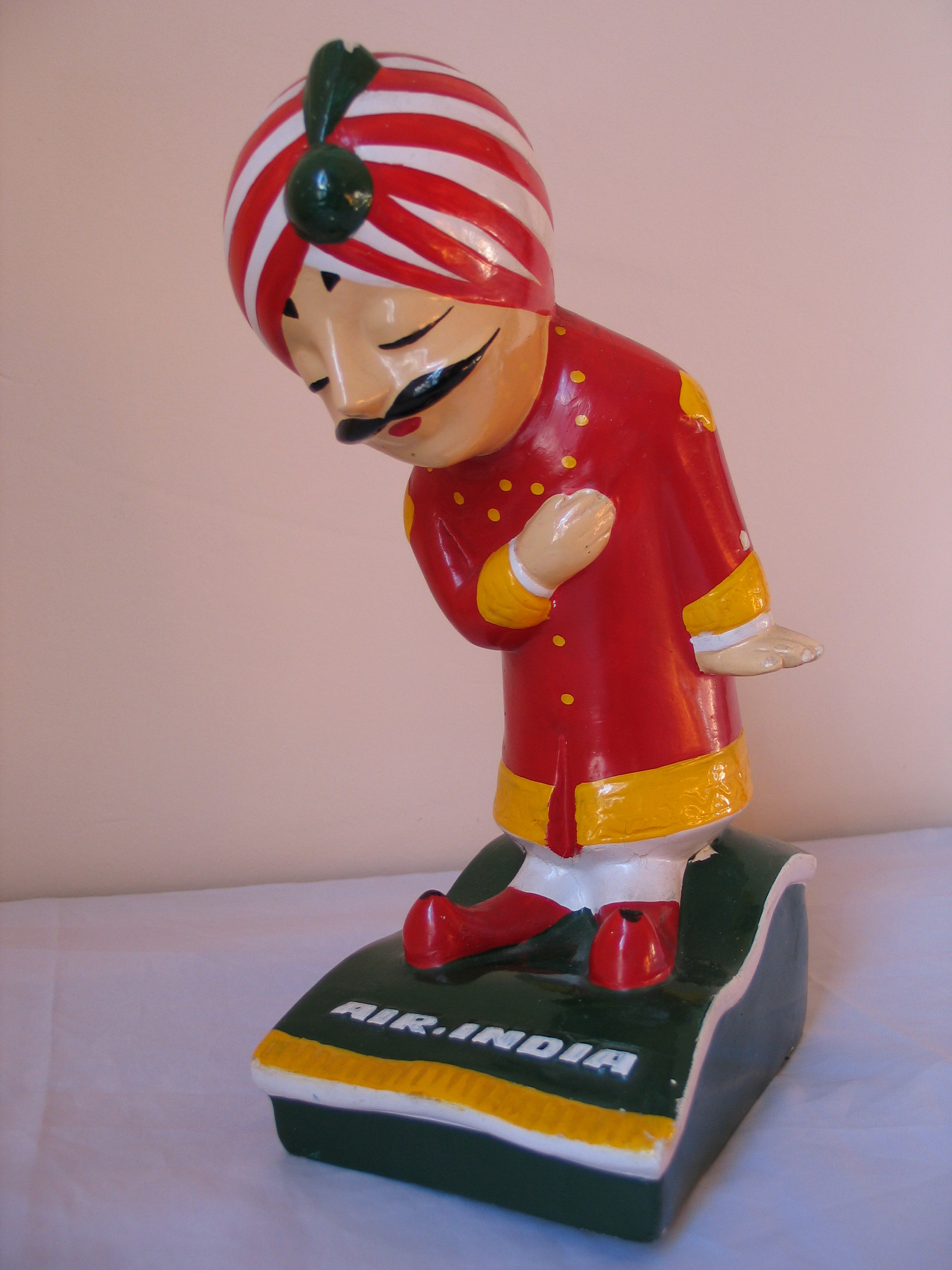
La mascotte d'Air India.

La mascotte est un maharaja coiffé d'un turban et portant une moustache.
Le 10 août 2023, la compagnie aérienne présente un nouveau logo et la nouvelle livrée de ses avions. Le nouveau logo met en avant la forme emblématique de la fenêtre indienne, le jharokha, en une structure de fenêtre dorée. La nouvelle livrée des avions d’Air India utilise une palette de reflets rouge foncé, aubergine et or, ainsi qu’un motif inspiré des chakras ,.

Logo de 2007 à 2023.
Logo depuis 2023

## Catastrophes
- le 3 novembre 1950 : le Malabar Princess percute le Mont Blanc tuant 48 personnes.
- le 24 janvier 1966 : un Boeing 707, le Kachenjunga effectuant la liaison entre Bombay et New York, s'écrase sur le Mont Blanc tuant les 117 passagers[14].
- le 1er janvier 1978 : l'avion du vol 855 ne parvient pas à décoller à Bombay et s'écrase sur la piste, tuant tous les passagers à son bord.
- le 21 juin 1982 : l'avion ne parvient pas à décoller et se disloque un peu plus loin.
- le 23 juin 1985 : l'avion du vol 182 qui effectue la liaison Toronto-Londres-Delhi explose au-dessus de l'Atlantique tuant les 329 passagers qui étaient à bord. Cet attentat est commis par le groupe terroriste Babbar Khalsa, une organisation séparatiste pro-Khalistan.
- le 19 décembre 2005 : le Boeing 747-400 du vol 136, au départ de Francfort, avec 273 personnes à son bord, effectue un atterrissage d'urgence en raison de l'explosion d'un pneu après le décollage.
- Le 14 juillet 2014 : le vol Air India 144, un 777-300ER, partant de Newark pour Bombay, a fait un atterrissage d'urgence de retour à l'aéroport de Newark, après avoir subi une collision avec des oiseaux pendant le décollage et a dû arrêter le moteur gauche. De nombreux pneus de l'avion ont éclaté à l'atterrissage, mais les 313 personnes à bord étaient en sécurité.
- Le 12 juin 2025 : le vol Air India 171, un Boeing 787 au départ d'Ahmedabad pour Londres-Gatwick, s'est écrasé à environ deux kilomètres de l'aéroport Sardar-Vallabhbhai-Patel moins d'une minute après avoir décollé. Sur les 230 passagers et les 12 membres d’équipage, 1 seul a survécu. L’accident a fait 260 morts. Le nombre de victimes inclut des membres de l’équipage et des passagers ainsi que des habitants du quartier résidentiel où l’avion s’est écrasé.

## Code ARC
Air India utilise le code numérique ARC 098.